# Lagerstätte

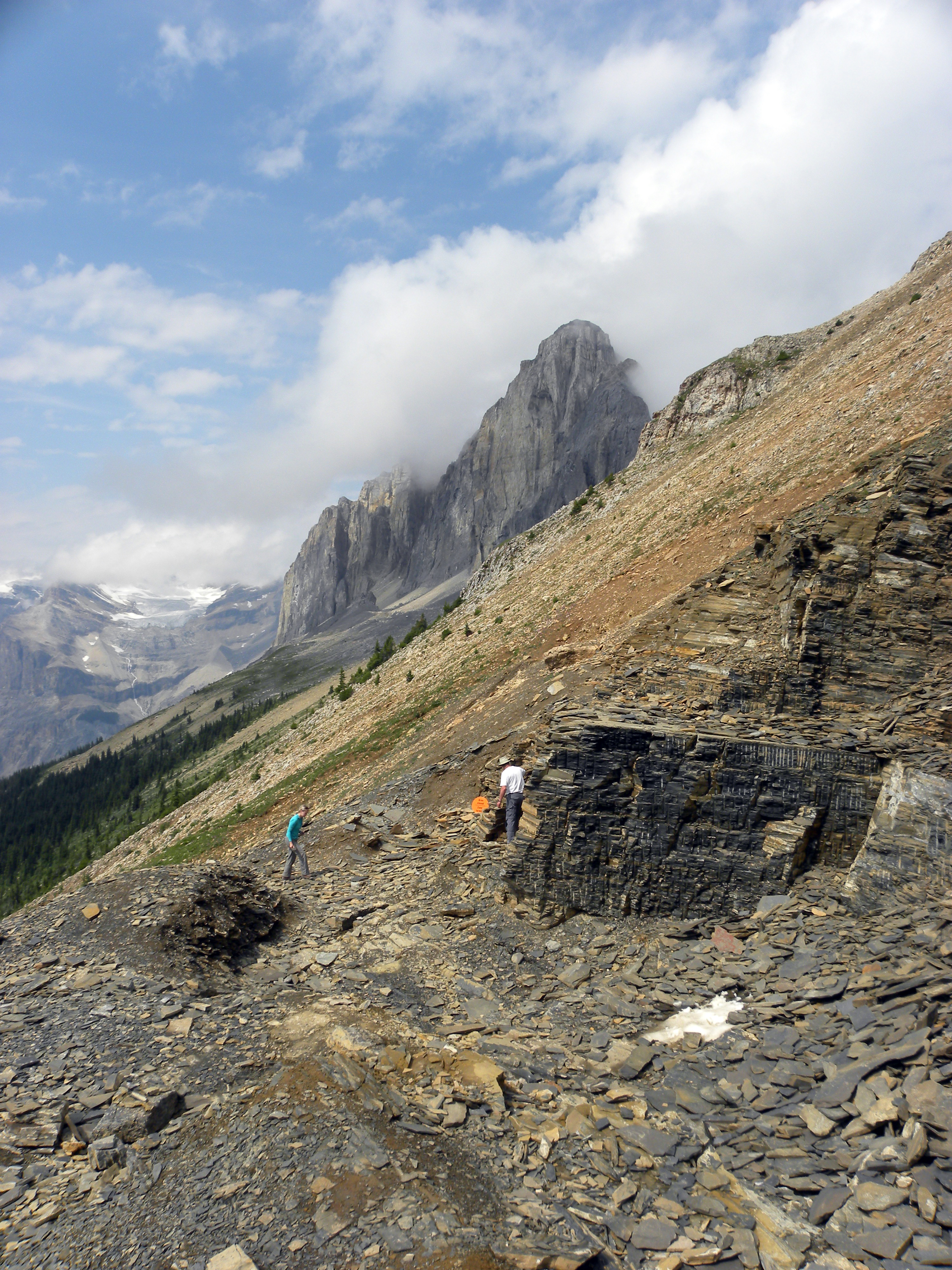
Esquists de Burgess, un lagerstätte de conservació

Lagerstätte (en alemany: 'jaciment') és un terme que l'argot tècnic conserva en la llengua original per denominar un tipus particular de jaciment, el Fossillagerstätte o també Fossillagerstätte (en alemany, 'jaciment de fòssils'; en plural Fossillagerstätten). S'utilitza per a designar aquells jaciments paleontològics que tenen abundància de fòssils —informació paleobiològica— o que estan ben conservats. Els dipòsits de fòssils es troben sempre en sediments o roques sedimentàries.

## Tipus

### Jaciments de concentració
S'anomenen jaciments de concentració (Konzentratlagerstätte) quan contenen una gran densitat de restes de parts dures d'origen biològic, com ara dipòsits de petxines de mol·luscs o d'ossos de vertebrats. El període temporal durant el qual els fòssils s'hi han acumulat sol ser dilatat. Els dipòsits de gran concentració de restes però que representen una comunitat d'alta densitat de població, com ara esculls o jaços d'ostres, no es consideren lagerstätten.

### Jaciments de conservació
S'anomenen jaciments de conservació (Konservatlagerstätte) els jaciments en què les restes d'organismes s'han fossilitzat i preservat de manera excepcional, incloent-hi impressions en la roca de les parts blanes que normalment no es fossilitzen. Aquesta fossilització extraordinària ocorre per haver-se donat una predació o descomposició incompleta de les restes biològiques, per exemple per un entorn anòxic. Aquests jaciments són molt importants perquè aporten informació sobre certs moments de la història, com ocorre amb el lagerstätte dels enquists de Burgess respecte a l'explosió cambriana.
Aquesta mena de jaciments, amb evidències de parts blanes, són més freqüents en roques del cambrià i del Juràssic. En el cas del cambrià a causa de la poca diversitat i profunditat d'actuació d'organismes bioturbadors durant aquell període, però que es desenvoluparan durant la resta del fanerozoic i limitaran aquest tipus de conservació en temps posteriors. El cas del juràssic es degué probablement a la major freqüència d'episodis pobres en oxigen, que afavoreixen la conservació de restes orgàniques.